# 舘山萌菜
舘山 萌菜（たてやま もな、2002年11月6日 - ）は、日本の女子バスケットボール選手である。ポジションはスモールフォワード。Wリーグの日立ハイテク クーガーズ所属。

## 来歴
北海道出身。
札幌山の手高校でウィンターカップベスト4。
白鴎大進学後はインカレ連覇を経験。
3年次には2023年ワールドユニバーシティゲームズ日本代表に選出され、銀メダルを獲得。
2024年11月、日立ハイテク クーガーズにアーリーエントリー登録される。
2025年ワールドユニバーシティゲームズ日本代表候補にも選ばれている。

## 日本代表歴
- 2023 ワールドユニバーシティゲームズ 銀メダル